# Torneio de Roland Garros de 1994

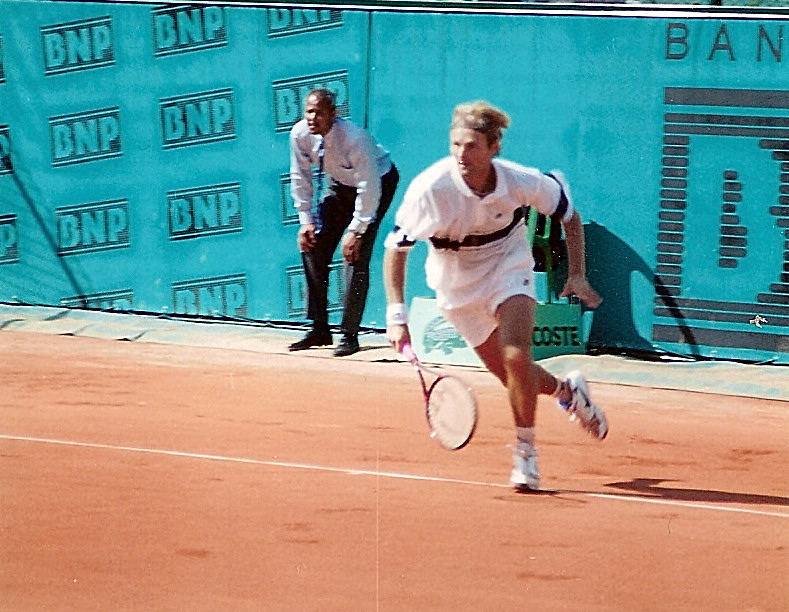
Tenista francês Thierry Champion durante a partida contra Jamie Morgan

O Torneio de Roland Garros de 1994 foi um torneio de tênis disputado nas quadras de saibro do Stade Roland Garros, em Paris, na França, entre 23 de maio e 5 de junho. Corresponde à 27ª edição da era aberta e à 93ª de todos os tempos.

## Finais

### Profissional
| Categoria | Evento    | Campeã(s)(o/ões)               | Vice-campeã(s)(o/ões)                     | Resultado          | Chave(s)  | Chave(s)       |
| --------- | --------- | ------------------------------ | ----------------------------------------- | ------------------ | --------- | -------------- |
| Simples   | Masculino | Sergi Bruguera                 | Alberto Berasategui                       | 6–3, 7–5, 2–6, 6–1 | principal | qualificatório |
| Simples   | Feminino  | Arantxa Sánchez Vicario        | Mary Pierce                               | 6–4, 6–4           | principal | qualificatório |
| Duplas    | Masculino | Byron Black Jonathan Stark     | Jan Apell Jonas Björkman                  | 6–4, 7–65          | principal | principal      |
| Duplas    | Feminino  | Gigi Fernández Natasha Zvereva | Lindsay Davenport Lisa Raymond            | 6–2, 6–2           | principal | principal      |
| Duplas    | Misto     | Kristie Boogert Menno Oosting  | Larisa Savchenko Neiland Andrei Olhovskiy | 7–5, 3–6, 7–5      | principal | principal      |

### Juvenil
| Categoria | Evento    | Campeã(s)(o/ões)                 | Vice-campeã(s)(o/ões)            | Resultado | Chave(s)  | Chave(s)       |
| --------- | --------- | -------------------------------- | -------------------------------- | --------- | --------- | -------------- |
| Simples   | Masculino | Jacobo Díaz                      | Giorgio Galimberti               | 6–3, 7–6  | principal | qualificatório |
| Simples   | Feminino  | Martina Hingis                   | Sonya Jeyaseelan                 | 6–3, 6–1  | principal | qualificatório |
| Duplas    | Masculino | Gustavo Kuerten Nicolás Lapentti | Maxime Boye Nicolas Escudé       | 6–2, 6–4  | principal | principal      |
| Duplas    | Feminino  | Martina Hingis Henrieta Nagyová  | Lenka Cenková Ludmila Richterová | 6–3, 6–2  | principal | principal      |